# Petunia axillaris
Petunia axillaris là loài thực vật có hoa trong họ Cà. Loài này được (Lam.) Britton, Stern & Poggenb. miêu tả khoa học đầu tiên năm 1888.